# Ryuji Kitamura
Ryuji Kitamura (født 15. marts 1981) er en tidligere japansk fodboldspiller.
Han har spillet for flere forskellige klubber i sin karriere, herunder FC Gifu og Matsumoto Yamaga FC.